# Знаменское сельское поселение (Ростовская область)
Зна́менское се́льское поселе́ние — сельское поселение, входящее в состав Морозовского района Ростовской области.
Административный центр поселения — посёлок Знаменка.

## История
Ранее посёлок Знаменка имел название совхоз «Россия».
Главой поселения 12.10.2008 года избран Сергей Иванов. Срок его полномочий — 4 года.

## Административное устройство
В состав Знаменского сельского поселения входят:
- посёлок Знаменка;
- хутор Александров;
- разъезд Кумшелек;
- хутор Николаев;
- хутор Нифонтов;
- посёлок Разлатный;
- посёлок Табунный;
- посёлок Чистые Пруды.

## Население
| 2010  | 2012  | 2013  | 2014  | 2015  | 2016  | 2017  |
| ----- | ----- | ----- | ----- | ----- | ----- | ----- |
| 2443  | ↘2378 | ↗2383 | →2383 | ↘2357 | ↘2298 | ↘2270 |
| 2018  | 2019  | 2020  | 2021  |       |       |       |
| ↘2233 | ↘2161 | ↘2101 | ↘2069 |       |       |       |